# David Adley Smith
Pour les articles homonymes, voir David Smith et Smith.
David « DJ » Adley Smith II Sánchez (né le 2 mai 1992) est un athlète américano-portoricain, spécialiste du saut en hauteur. Il participe notamment aux Jeux olympiques de Rio en 2016.

## Carrière
Fils de Sonja Sanchez et de David Smith, il réside à Atlanta.
Alors qu'il représente les Etats-Unis au début de sa carrière, David « DJ » Adley Smith II Sánchez est finalement autorisé à concourir sous les couleurs de Portor Rico à partir de juin 2016.
Le 23 avril 2016, il porte le record national de Porto Rico à 2,29 m, lors des War Eagle à Auburn. Cette mesure représente le minima pour se qualifier pour les Jeux olympiques de Rio.
Il bat son record personnel de 2,24 m pour remporter pour le pays de son père la médaille d'argent lors des Championnats du monde juniors 2010 à Moncton.
Le 3 juin 2017, il franchit 2,23 m à São Bernardo do Campo, son meilleur saut de la saison.

## Palmarès
| Date                        | Compétition                    | Lieu           | Résultat | Marque |
| --------------------------- | ------------------------------ | -------------- | -------- | ------ |
| Représentant les États-Unis |                                |                |          |        |
| 2009                        | Championnats du monde jeunesse | Bressanone     | 7e       | 2,13 m |
| 2010                        | Championnats du monde juniors  | Moncton        | 2e       | 2,24 m |
| Représentant Porto Rico     |                                |                |          |        |
| 2016                        | Jeux olympiques                | Rio de Janeiro | qual.    | 2,26 m |

## Records
| Épreuve         | Épreuve      | Performance | Lieu      | Date            |
| --------------- | ------------ | ----------- | --------- | --------------- |
| Saut en hauteur | En plein air | 2,29 m      | Auburn    | 23 avril 2016   |
| Saut en hauteur | En salle     | 2,22 m      | Lexington | 27 février 2015 |